# Uncharted: Drake's Fortune
Uncharted: Drake's Fortune (укр. Незвідане: Удача Дрейка) — це відеогра жанру Action-adventure, розроблена Naughty Dog, і видана компанією Sony Computer Entertainment для PlayStation 3 у 2007 році. Гру було анонсовано на E3 2006, до цього розробляючись близько двох років. Це перша гра в серії Uncharted.
Сюжет оповідає про пригоди Натана Дрейка — мисливця за скарбами, що вважає себе нащадком Френсіса Дрейка. В пошуках місця поховання предка він знаходить щоденник зі вказівкою на розташування легендарного Ельдорадо. З журналісткою Оленою та другом Віктором він вирушає на пошуки скарбів загубленого міста, котре також прагнуть знайти найманці та пірати.

## Ігровий процес
Uncharted поєднує елементи екшену від третьої особи і тривимірного платформера. Гравець виступає в ролі шукача пригод Натана Дрейка, що подорожує екзотичними місцевостями, такими як джунглі, стародавні руїни, та повинен виконувати акробатичні прийоми й боротися з ворогами. Він вміє стрибати, чіплятися за виступи, плавати, хапатися за мотузки й ліани. Місцями необхідно вирішувати головоломки, підказки до яких містяться в щоденнику Дрейка. Рівень здоров'я відновлюється автоматично, коли Натан певний час не зазнає поранень. Про поранення сигналізує знебарвлення екрана. Натан може одночасно носити з собою два види зброї: пістолет чи револьвер і автомат чи гвинтівку. Також герой може мати до чотирьох гранат. У бою він може ховатися в укриттях, а також стріляти наосліп (без прицілу). Також дається змога битися в рукопашному бою та підкрадатися до ворогів приховано. Місцями Дрейку належить керувати транспортом, таким як позашляховик чи гідроцикл, та займати кулеметні турелі.
Гра винагороджує за збір прихованих скарбів та відкриття досягнень, таких як вбивство певного числа ворогів зі вказаної зброї. За це гравцеві нараховуються очки, що витрачаються на розблокування оформлення (костюмів) персонажів, нових режимів з особливими умовами та матеріалів про створення Uncharted.

## Сюжет
Журналістка Олена Фішер знімає експедицію Натана Дрейка — вірогідного нащадка Френсіса Дрейка, в пошуках місця поховання його предка. Натан піднімає з дна моря біля узбережжя Панами труну, де знаходить лише щоденник, в якому говориться, що Френсіс інсценізував смерть. Слідом на його яхту нападають пірати, Натану з Оленою вдається відбитися від них і втекти. Яхта в результаті бою вибухає, а пару забирає на гідроплані друг Натана, Віктор Салліван.
Натан із Віктором виявляють, що в щоденнику описано місце розташування легендарного міста Ельдорадо. Побоюючись, що Олена приверне увагу конкурентів, вони тікають без неї до Амазонії, як вказано у записах предка. Вони знаходять підземний індіанський храм і розуміють, що Ельдорадо — це величезна золота статуя, яку іспанські конкістадори викрали звідти. Пошуки скарбу приводять до покинутого підводного човна часів Другої світової війни. На борту Натан знаходить останки команди і відсутню сторінку зі щоденника з координатами острова, де конкістадори сховали статую.
На скарб також полює Габріель Роман і найманці Атока Наварро, що наздоганяють Натана. Як з'ясовується, Віктор заборгував Роману і розповів йому про пошуки Ельдорадо. Габріель стріляє у Віктора, в цю мить Дрейк випадково підриває торпеду і, скориставшись вибухом, тікає. Дорого він стикається з Оленою, що потай вирушила за ним.
Взявши літак Віктора, Натан з Оленою летять на острів за координатами зі щоденника. На підльоті їх збивають і пара вистрибує на острів з парашутами, загубивши одне одного. В пошуках Олени Натан добирається до форту, де знаходить її парашут, та вказівку Френсіса Дрейка, що скарб уже близько. Діставшись до вказаного місця, Натан потрапляє у засідку пірата Едді Раджа, котрий знає про скарб і вимагає аби той допоміг його знайти. Несподівано Натана визволяє Олена, удвох вони тікають з форту.
Натан і Олена опиняються в покинутій гавані, де знаходять записи про точне розташування статуї. Поки Натан прямує до човна, Олені вдається потай зняти на відео Романа й Наварро, з якими виявляється і вцілілий Віктор. Ті прямують до монастиря на півночі острова, слідуючи за ними Олена зривається з мосту і втрачає камеру. Дрейк рятує її та знаходить у монастирі Віктора. Той розповідає, що вижив завдяки щоденнику Дрейка, який зупинив кулю.
Вказівки зі щоденника ведуть углиб монастиря, але на місці, де мала б бути статуя, виявляється пастка, що відрізає шлях назад. Натан встигає виштовхнути Віктора, а сам з Оленою вирушає далі. Оминувши пастки і найманців, вони дістаються до порожньої скарбниці, а поряд виявляють останки Френсіса Дрейка. Розчарований Натан лишає на тілі предка його перстень. Раптом на монастир нападають невідомі сильні чудовиська, що вбивають піратів і Раджу. Натан з Оленою поспіхом тікають.
Їм вдається пробратись на покинуту німецьку базу підводних човнів. Там Натан відшукує лист Френсіса Дрейка з попередженням, що статуя проклята і всі, хто її торкається, перетворюються на чудовиськ. Відбившись від чудовиськ, Натан бачить, що Роман захопив Олену в заручники. Вибравшись із бази, він зв'язується по рації з Віктором і допомагає йому в бою з найманцями. Тим часом Роман знайшов статую і знаходить всередині мумію. Вдихнувши її прах, він перетворюється на потвору. Наварро вбиває його і наказує своїм найманцям завантажити статую на корабель, щоб продати як зброю. Черговий напад чудовиськ змушує його тікати, забравши із собою Олену. Віктор відволікає потвор, чим допомагає Натану в останній момент зачепитись за статую, яку перевозить вертоліт. Натана бачать з вертольоту і починається перестрілка, внаслідок якої той падає на корабель найманців. Здолавши в бою Наварро, Дрейк рятує Олену і скидає вертоліт у море. Зачепившись за канат, Наварро тоне разом з ним та проклятою статуєю.
Хоча скарб тепер назавжди втрачено, Олена повертає Натану залишений ним перстень. Їх забирає Віктор, що викрав піратський човен і прихопив кілька скринь їхніх багатств. Задоволені цим, всі троє відпливають з острова.

## Оцінки й відгуки
| Агрегатор    | Оцінка  |
| ------------ | ------- |
| GameRankings | 89,67 % |
| Metacritic   | 88/100  |

| Видання        | Оцінка |
| -------------- | ------ |
| 1Up.com        | A-     |
| Eurogamer      | 9/10   |
| GamePro        | 88 %   |
| GameRevolution | A-     |
| GameSpot       | 8/10   |
| GameSpy        | [ 8 ]  |
| VideoGamer.com | 8/10   |

Гра здобула широке визнання та досить високі оцінки, зібравши середню оцінку 88 балів зі 100 на агрегаторі Metacritic та 89,67 % на GameRankings.